# Свентокшиская бригада

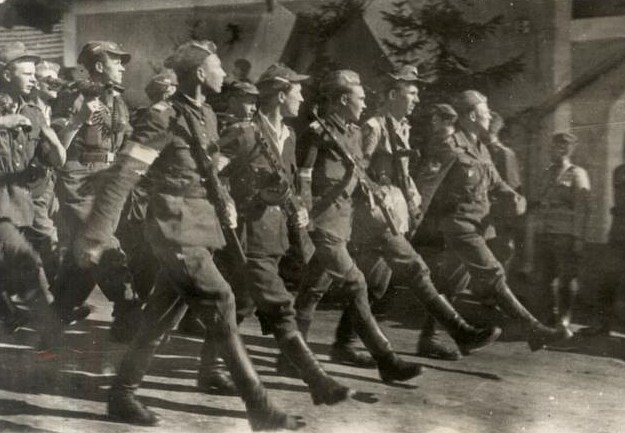
Солдаты Свентокшиской бригады на параде (1945)

Свентокшиская бригада (пол. Brygada Świętokrzyska; «бригада Святого креста») — созданная из правых и радикально правых, в основном из польских ультранационалистов бывшая бригада Национальных вооруженных сил во время Второй Мировой войны, поддерживающая идеологию польского национализма Национально-радикального лагеря, открыто сотрудничавшая с силами нацистской Германии, наладившая контакты с Гестапо. Это было крупнейшее польское вооружённое формирование, открыто сотрудничавшее с немцами и другими коллаборационистами за всё время оккупации. Была известна антисемитскими и расистскими призывами и акциями прямого действия, принимала участие в убийствах евреев. Её возглавлял полковник Антоний Шацкий.

## Деятельность бригады
В составе бригады был бывший поручик Войска польского, агент Гестапо Губерт Юра, который подчинялся начальнику радомского Гестапо и гаупштурмфюреру СС Паулю Фуксу. В то же время бойцы и командиры Свентокшиской бригады старались избегать боевых столкновений с остальными коллаборационистами и германцами, хотя иногда это случалось. Во время своего пребывания в Польше бригада воевала в основном с польским сопротивлением, особенно с коммунистическими, социалистическими и другими крайне левыми и левыми подпольными движениями (Армией Людовой и советским сопротивлением). Помимо убийств военных и политических противников, активисты бригады доносили о них германским оккупационным властям и коллаборационистам.
По этой причине бригада стала формированием, получавшим оружие от германцев, она действовала под патронажем гестаповца Пауля Фукса, лечила своих раненых в германских госпиталях. «Каждый, кто служит в Свентокшиской бригаде, не есть польский воин, это совсем не скрытое предательство», — отмечалось в номере газеты Батальонов хлопских, а в другом издании, газете «Земья», писалось, что Свентокшиская бригада — фашистское образование. О сотрудничестве свентокшистов с нацистами, с их союзниками и с остальными коллаборационистами сообщали члены Армии Крайовой и воины Национальных вооружённых сил. Руководитель разведки Келецкого инспекториата АК заметил, что сотрудничество свентокшистов с национал-социалистами и другими коллаборационистами в частности с Гестапо стало откровенным, и не раз боевики получали оружие и амуницию для боевых действий из рук коллаборационистов и нацистов, обсуждали с гестаповцами планы облав. На 6 декабря 1944 года Свентокшиская бригада насчитывала 822 человека, из них 73 офицера. В январе 1945 г. бригада вступила в бой с Красной армией и вскоре вошла в союзные отношения с 59-м армейским корпусом Вермахта. При штабе бригады действовал германский штаб связи во главе с гауптштурмфюрером СС начальником радомского Гестапо Паулем Фуксом.
Вместе с германской армией бригада отступила на территорию протектората Богемия и Моравия. Там, подразделение полностью было взято под германскую опеку: при штабе появились германские связные, а члены бригады стали получать германские армейские пайки. Состав бригады пополнялся за счёт польских беженцев, руководство бригады пошло на соглашение с руководством СС в отношении помощи последних в подготовке солдат и офицеров бригады к ведению диверсионной и партизанской войн. В диверсионные школы германской разведки было направлено свыше 100 человек. Из бойцов бригады германские спецслужбы формировали группы и забрасывали в тылы Красной армии и Войска польского для проведения диверсионной деятельности. С февраля по апрель нацисты десантировали в центральные регионы Польши четыре группы парашютистов из числа офицеров и солдат бригады — около 30 человек, а ещё 50 военных попали на территорию Польши по суше.
Подпольная газета «Шанец» которая стала частью свентокшистов в 1944 году писала об истинных целях бригады Святого креста: 

Мы убеждены, что ни один немец или еврей, ни один украинец или литовец не может быть полноправным гражданином будущего польского государства. (…) Мы должны решительно отвергнуть нелепую идею гражданского равенства. (…) Нужно полностью избавиться от евреев, как от чуждого, безусловно враждебного и неспособного к ассимиляции элемента.
В сентябре 1944 года бригада жестоко убила 74 солдата Армии Людовой и Красной армии, 5 советских офицеров выдали Гестапо.
Бригада отказалась от участия в антифашистской и антинацистской военной акции «Буря».
Свентокшиская бригада воевала за национал-социалистическую Германию и её оставшихся союзников в составе Вермахта даже после гибели Гитлера — вплоть до 5 мая 1945 года.
5 мая 1945 года бригада освободила часть концентрационного лагеря Флоссенбюрг в Голишове. Бригада вступила в связи с третьей армией США 6 мая 1945 года. На следующий день бригада сражалась вместе с войсками 2-й пехотной дивизии (США). Вторая пехотная дивизия США вместе с бригадой освободили город Пльзень и вернули его Чехословакии. Американское командование взяло бригаду под свою защиту, американцы посчитали её за союзное соединение и даже доверили под контроль небольшую освобождённую зону в районе города Пльзень. Однако здесь, через некоторое время разразился скандал. 30 июля 1945 года в британском журнале News Chronicle появилась статья под названием «Польские фашисты правят пятью чехословацкими деревнями», где напоминалось о сотрудничестве бригады с другими коллаборационистами и национал-социалистами. «Хотя трудно в это поверить, 1,5 тысячи вооружённых поляков из пресловутой фашистской бригады фактически оккупируют пять деревень, населённых немцами в районе Бехмервальд, в 35 милях к западу от Пльзени», — говорилось в материале.
Эффект от публикации оказался мгновенным — 6 августа 1945 года бригада была расформирована. Американское командование позволило её солдатам и офицерам укрыться в американской оккупационной зоне. В послевоенной Польше офицеры и солдаты бригады Святого креста были заочно осуждены.
Свентокшиская бригада пыталась вступить в Польские вооружённые силы на Западе, но польское правительство в изгнании не согласилось разрешить членам формирования стать признанными военными польских вооруженных сил, за-то что они предали НВС, всё остальное сопротивление и тех кто помогал им, и отказались присоединиться к Армии Крайовой в соответствии с Акцией «Буря» и сотрудничали с германцами и другими коллаборационистами. В последующие годы ветераны бригады неоднократно пытались получить статус польских воинов, но их ходатайства в эмиграции отклонялись до 1988 года.

## В политике современной Польши
15 сентября 2017 года Сейм Республики Польша единогласно принял решение не только отпраздновать 75-ю годовщину «Народовых Сил Збройных» (НСЗ) но и отдельно отметить чествование Свентокшиской бригады.
17 февраля 2018 года премьер-министр Польши Матеуш Моравецкий возложил венок и зажёг свечу на могилах коллаборационистов Свентокшиской бригады. Под патронатом президента Польши Анджея Дуды в Варшаве 11 августа 2019 состоялось торжественное празднование 75-летия образования Свентокшиской бригады. В мероприятии приняли участие вице-спикер Сейма Малгожата Госевская, Председатель Института национальной памяти Ярослав Шарек, депутаты Сейма. Пропагандистские издания содержат описания многочисленных боев Свентокшиской бригады НСЗ с германскими захватчиками. 
Прославление Свентокшиской бригады неоднозначно воспринимается в польском обществе. Потомки ветеранов Армии Крайовой опубликовали открытое письмо к Анджею Дуде, призывая его отказаться от почитания памяти бойцов Свентокшиской бригады. Главного раввина Польши Михаэль Шудриха пригласили участвовать в мероприятиях посвящённых 75-летию образования Свентокшицкой бригады, но он отказался, заявив: «Проведение подобных торжеств унижает память всех польских граждан, павших в войне с Германией. Моё приглашение расцениваю как личное неуважение». Письмо протеста Анджею Дуде в связи с прославлением Свентокшиской бригады подписали также польские поэты Ева Липская, Адам Загаевский, Ержи Кронхолд и Рышард Крыницкий.